# Cabane en rondins
 (février 2017).
Si vous disposez d'ouvrages ou d'articles de référence ou si vous connaissez des sites web de qualité traitant du thème abordé ici, merci de compléter l'article en donnant les références utiles à sa vérifiabilité et en les liant à la section « Notes et références ».
Une cabane en rondins (« en bois rond » au Québec) est une habitation construite de rondins, d'une structure particulièrement peu finie ou à l'architecture peu sophistiquée. Les cabanes en rondins ont une longue histoire en Europe et sont souvent associées en Amérique avec la première génération de construction de maison par les colons.

## Histoire européenne des cabanes en rondins

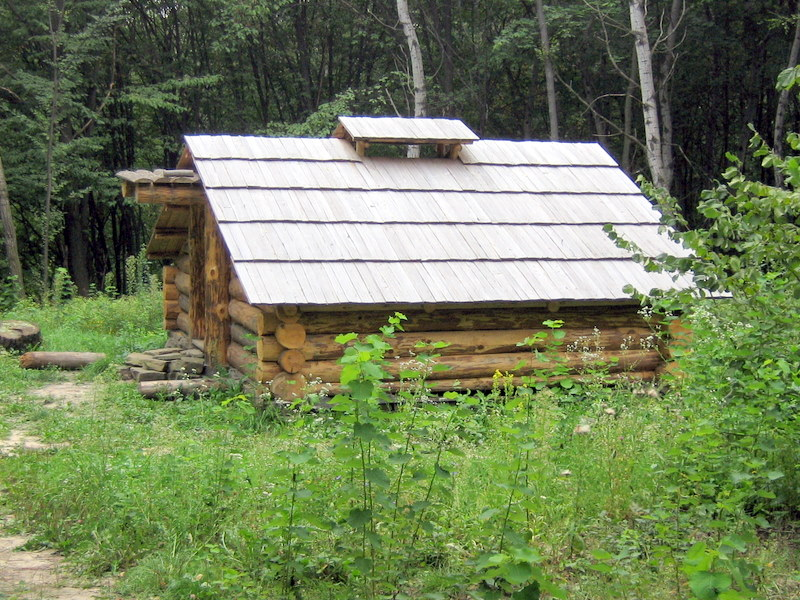
Cabane en rondins de bûcheron au Musée de l'architecture populaire, Pyrohiv, Ukraine.

La construction en rondins a été décrite par l'architecte romain Vitruve Pollio, dans son traité d'architecture De architectura. Il a indiqué que, dans le Pont (aujourd'hui le nord-est de la Turquie), les habitations ont été construites en posant des rondins horizontalement l'un sur l'autre et en comblant les lacunes avec des « copeaux et de la boue ».
Historiquement, la construction de cabanes en rondins a ses racines en Scandinavie et en Europe de l'Est, jusqu'en Russie. Bien que leur origine soit incertaine, les premières structures en rondins ont probablement été construites en Europe du Nord à l'Âge du Bronze (environ XXXVe siècle av. J.-C.).
Néanmoins, au Moyen Âge, une cabane en rondins était considérée comme un bien mobilier, comme en témoigne la relocalisation du village d'Espåby en 1557 : les bâtiments ont été tout simplement démontés, transportés vers un nouvel emplacement et remontés. Il était également fréquent de remplacer individuellement les rondins endommagés par la pourriture brune lorsque c'était nécessaire.
Le musée du bois de Trondheim, en Norvège, présente quatorze profils traditionnels différents, mais une forme de base de construction en rondins a été utilisée partout Europe du Nord et en Asie et importé plus tard en Amérique.
La construction en rondins a été particulièrement adaptée à la Scandinavie, où de grands troncs d'arbres droits (pin et épicéa) sont facilement disponibles. Avec des outils appropriés, une cabane en rondins peut être érigée à partir de zéro en quelques jours par une famille. Comme aucune réaction chimique n'est nécessaire, telle que le durcissement du mortier, une cabane en rondins peut être construite par n'importe quel temps ou saison. De nombreuses villes anciennes de la Scandinavie septentrionale ont été construites exclusivement à partir de maisons en rondins, qui ont été décorées par des lambris et des découpes. Aujourd'hui, la construction de cabanes modernes comme maisons de loisirs est une industrie entièrement développée en Finlande et en Suède. Les cabanes en rondins modernes comportent souvent de l'isolant en fibre de verre et sont vendues en kits préfabriqués usinés en atelier, plutôt que fabriqués à la main dans le domaine comme les anciennes cabanes en rondins.
Les cabanes en rondins sont pour la plupart construites sans l'utilisation de clous et tirent ainsi leur stabilité d'un empilement simple, avec seulement quelques jointures à l'aide de goujons pour le renforcement. Cela parce qu'une cabane en rondins tend à se comprimer légèrement pendant qu'elle est installée, sur quelques mois ou années. Les clous ne seraient rapidement plus alignés et seraient arrachés.

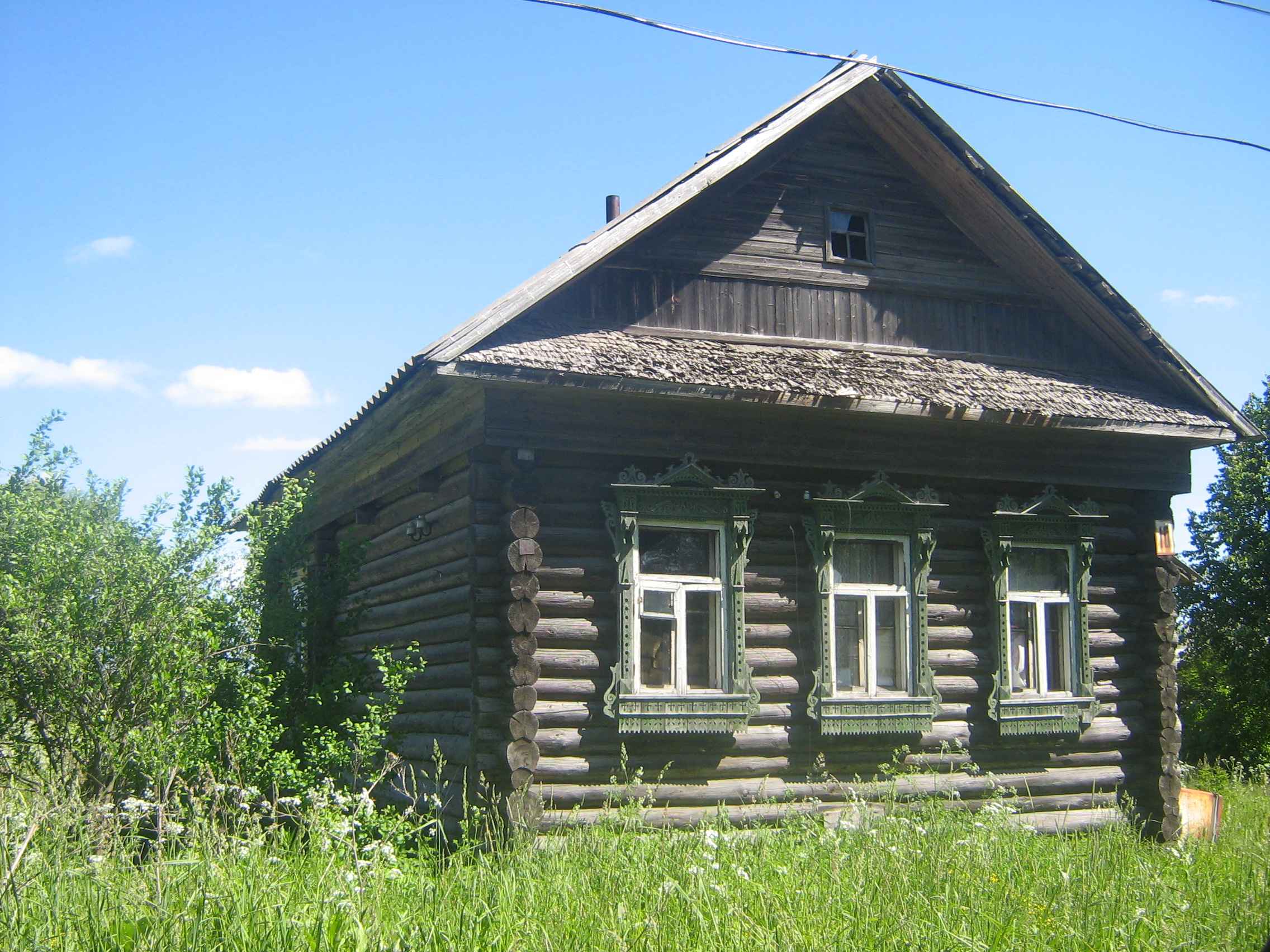
Une cabane russe typique : isba dans le village de Koulachino dans l'oblast de Tver
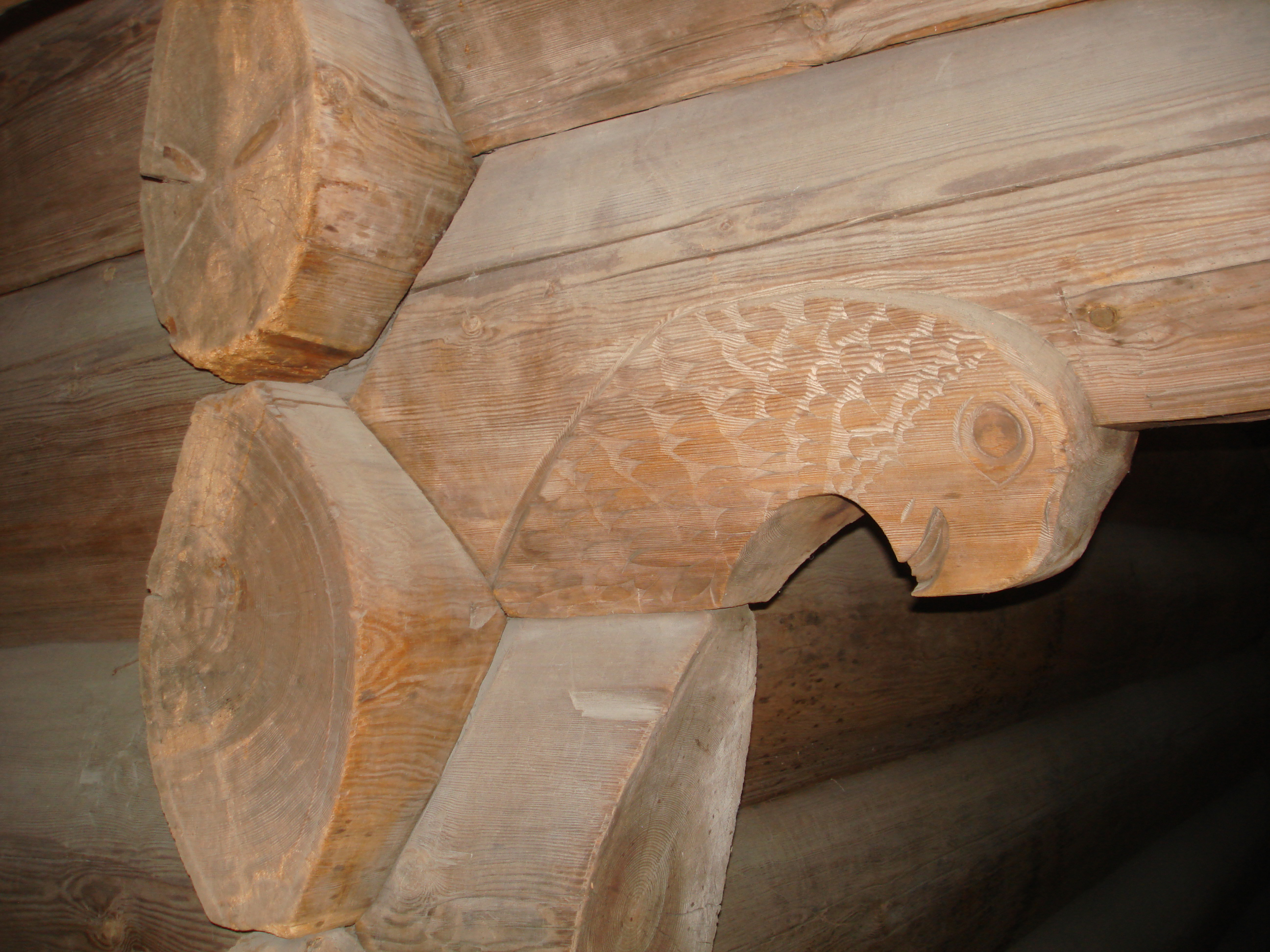
Sculpture sur bois ornementale en forme de tête d'aigle sur un billon en saillie dans le mur du loft d'Ose au Norsk Folkemuseum.
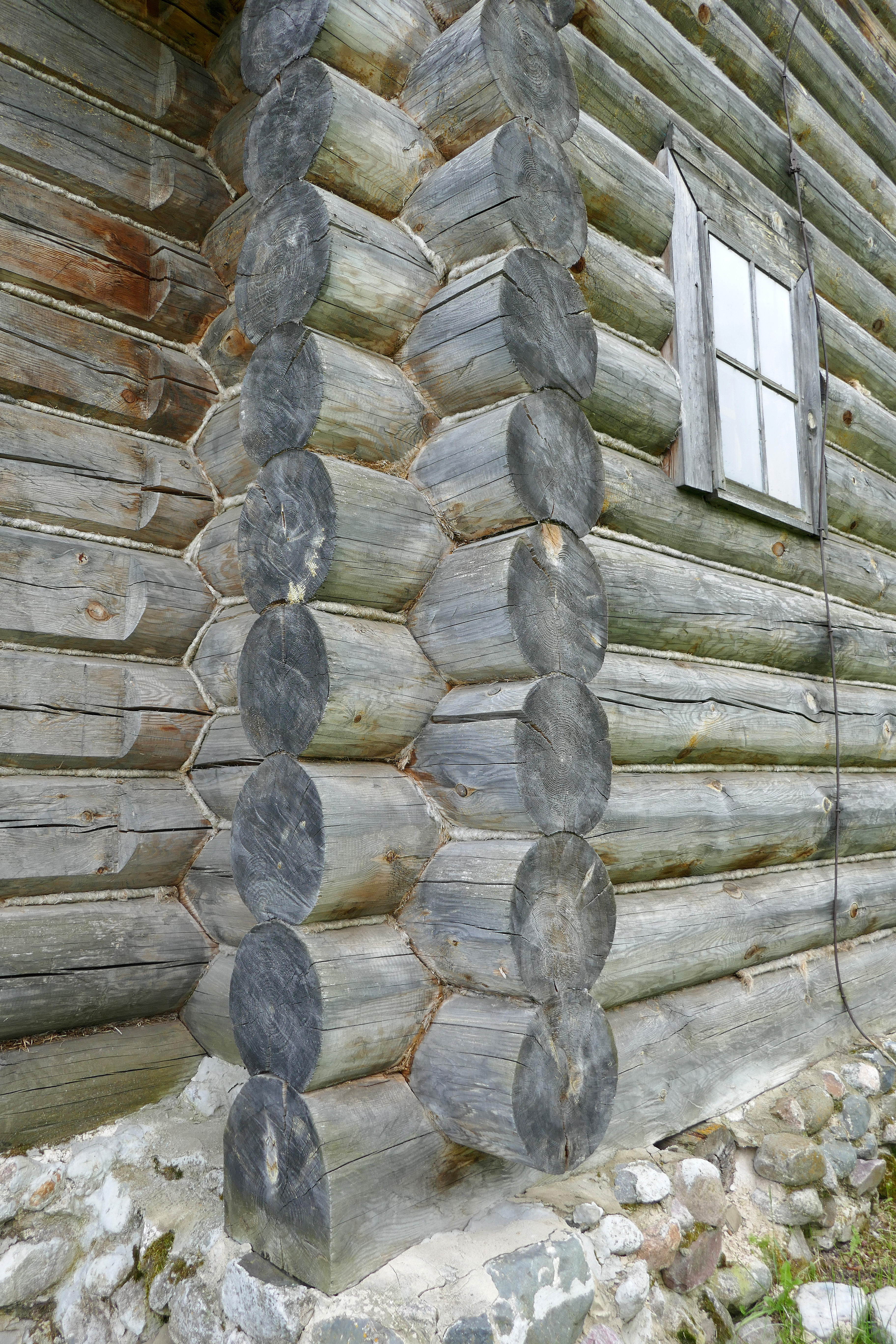
Détail d'une isba à Souzdal.

## Les colons européens aux États-Unis

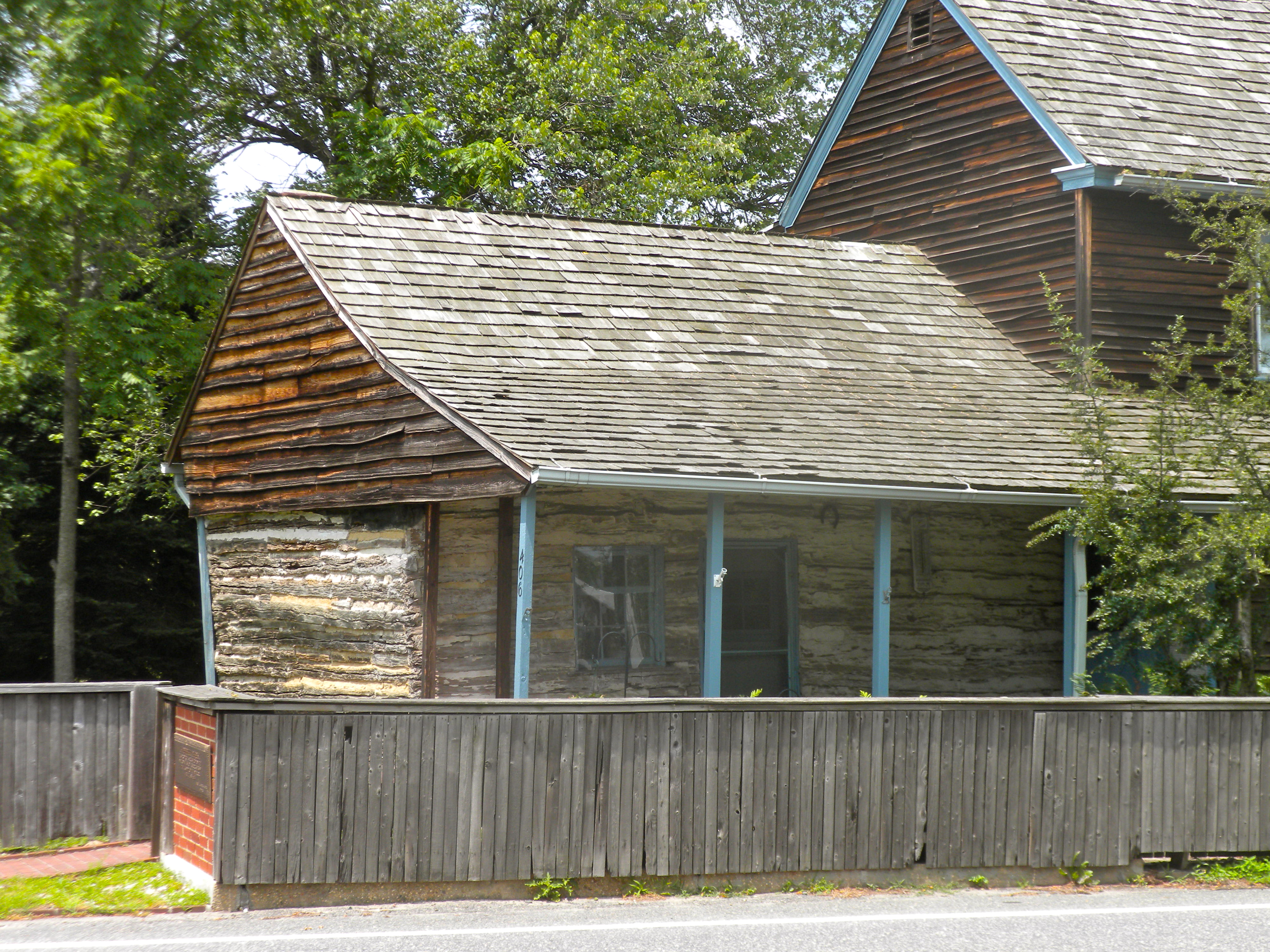
Maison en rondins Nothnagle vers 1640, près de Swedesboro, New Jersey

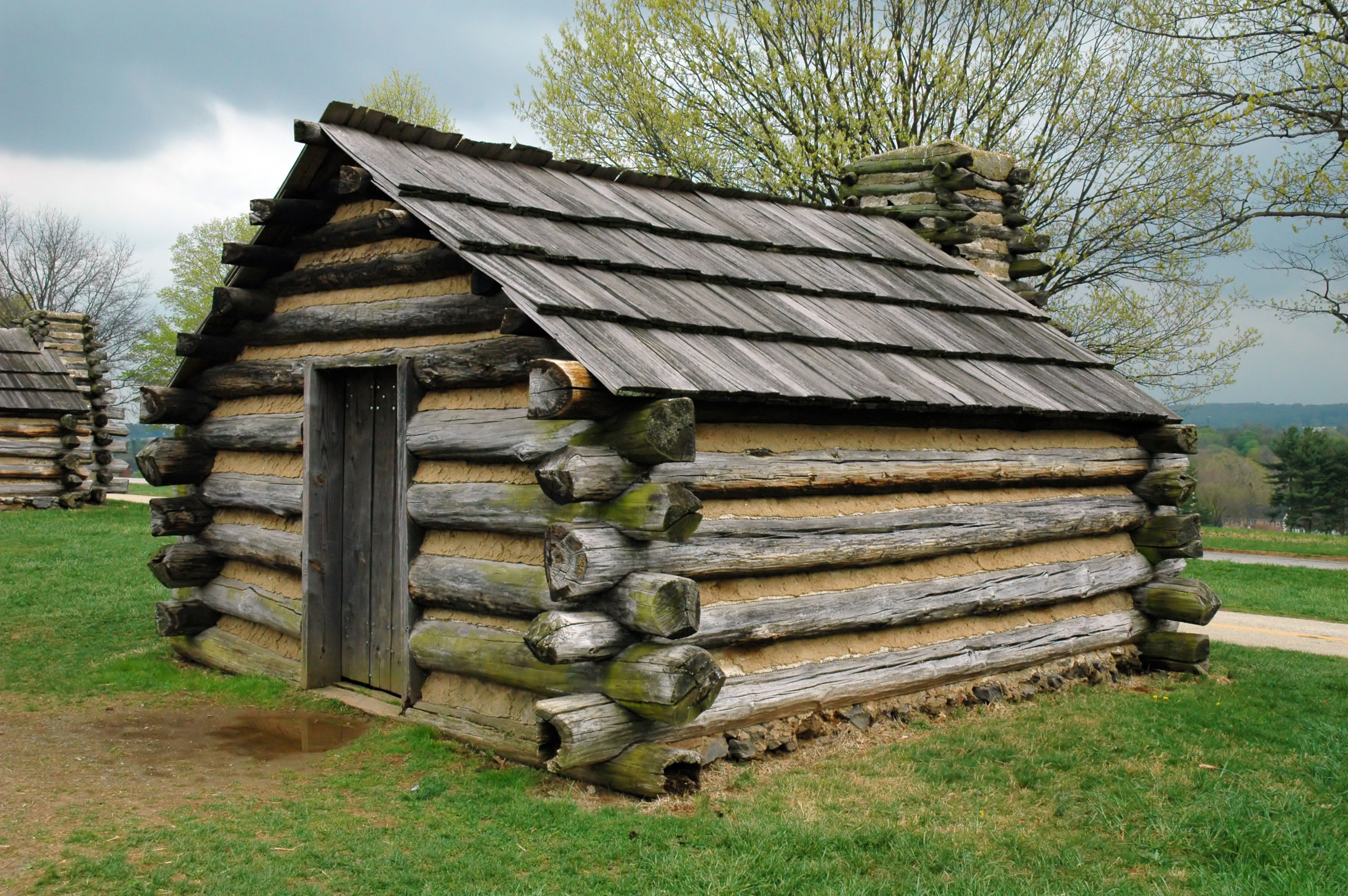
Reproduction d'une cabane en rondins à Valley Forge, Pennsylvanie

Dans les États-Unis actuels, les colons auraient construit des cabanes en bois depuis 1638. Les historiens pensent que les premières cabanes en bois construites en Amérique du Nord se trouvaient dans la colonie suédoise de Nya Sverige (Nouvelle-Suède) dans les vallées du fleuve Delaware et de la rivière Brandywine. Beaucoup de ces colons étaient en fait des Skogfinn (« Finlandais des forêts »), parce que la Finlande faisait partie intégrante de la Suède à cette époque. La Nouvelle Suède n'exista que brièvement avant de devenir la colonie néerlandaise de la Nouvelle-Néerlande, qui devint plus tard la colonie anglaise de New York. Les techniques de construction rapides et faciles des colons suédo-finlandais ne sont pas seulement restées, mais propagées.
Plus tard, les immigrants allemands et ukrainiens ont également utilisé cette technique. Les Écossais et les Écossais-Irlandais n'avaient aucune tradition de construction en rondins, mais ils ont rapidement adopté la méthode. Les premiers colons anglais n'utilisaient pas beaucoup de cabanes en rondins, construisant des formes plus traditionnelles. Peu de cabanes en rondins datant du XVIIIe siècle subsistent encore, mais elles ne sont souvent pas destinées à être des habitations permanentes. La plus ancienne maison en rondins aux États-Unis est probablement la C. A. Nothnagle Log House (environ 1640) dans le New Jersey. Les colons construisaient souvent des cabanes en rondins comme maisons temporaires pour y habiter tout en construisant des maisons plus grandes et permanentes; puis ils utilisaient les cabanes en rondins comme dépendances, en tant que granges ou poulaillers.
Des cabanes en rondins étaient parfois taillées à l'extérieur de sorte qu'un revêtement pouvait être appliqué; Ils pourraient aussi être taillés à l'intérieur et recouverts d'une variété de matériaux, allant de plâtre sur lattis au papier peint.

## Bâtiments traditionnels en rondins en Amérique du Nord

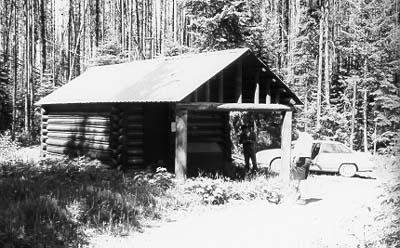
La Ford Creek Patrol Cabin, dans le Montana.

Les cabanes en rondins ont été construites à partir de grumes posées horizontalement et emboîtées sur les extrémités avec des encoches (cog joints en anglais). Certaines cabanes en rondins ont été construites sans entailles et simplement clouées ensemble, mais ce n'était pas aussi structurellement solide. Les méthodes de construction modernes permettent ce raccourci.
L'aspect le plus important de la construction d'une cabane est le site sur lequel elle est construite. Le choix du site visait à fournir aux habitants de la cabane le soleil et le drainage des eaux de pluie pour les rendre plus aptes à faire face aux rigueurs de la vie sur la frontière. Une sélection appropriée du site place la maison dans un endroit le mieux adapté pour gérer la ferme ou le ranch. Lorsque les premiers pionniers ont construit des cabanes, ils ont été en mesure de sélectionner les meilleurs grumes. C'étaient de vieux arbres avec peu de branches (et donc de nœuds) et droits et peu effilés. De tels troncs n'ont pas besoin d'être taillés pour bien s'ajuster ensemble. Une entaille minutieuse minimise la taille de l'écart entre les billes et réduit la quantité de colmatage (bâtonnets ou rochers) ou de barbouillage (boue) nécessaire pour combler l'écart. Le colmatage faisait appel à une large gamme de mortiers ou d'autres matériaux de remplissage utilisés entre les grumes dans la construction de cabanes en rondins et d'autres structures à grumes. Traditionnellement, les mousses séchées, telles que Pleurozium schreberi ou Hylocomium splendens, étaient utilisées dans les pays nordiques comme isolant entre les billes. Aux États-Unis, de petites pierres ou des épis de bois ou de maïs farcis entre les grumes étaient utilisés. La longueur d'un rondin était généralement la longueur d'un mur, bien que ce ne fût pas une limitation pour la plupart des bons constructeurs de cabane.

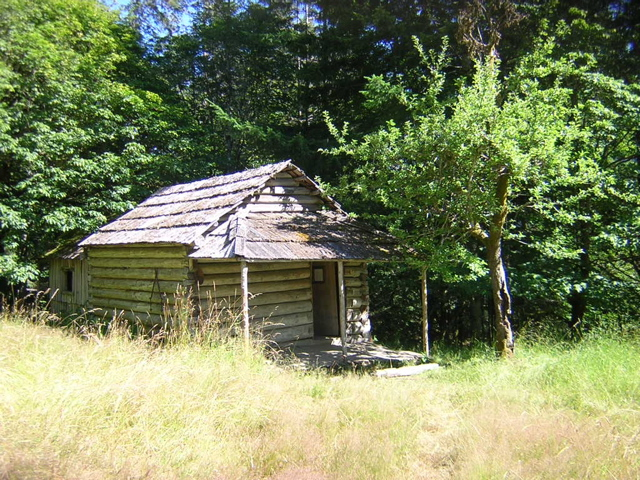
Humes Ranch Cabin, dans l'État de Washington.

Il fallait prendre des décisions sur le type de cabane. Les styles varient grandement d'une partie des États-Unis à l'autre: la taille de la cabane, le nombre d'étages, le type de toit, l'orientation des portes et des fenêtres doivent être pris en compte lorsque la cabane est conçue. De plus, il fallait tenir compte de la source des grumes, de pierres et de la main-d'œuvre disponible, humaine ou animale. Si les sources de bois étaient plus éloignées du site, la taille de la cabane pouvait être limitée.
Les coins de la cabane étaient souvent posés sur de grosses pierres. Si la cabane était grande, d'autres pierres étaient utilisées à d'autres points le long du seuil (rondin de la base). Puisqu'ils étaient habituellement taillés dans le seuil, les pas de porte étaient également soutenus par des pierres. On retrouve ces pierres sous les coins de nombreuses cabanes du XVIIIe siècle lors de leur restauration. Des cabanes étaient installées sur des fondations pour les garder hors du sol humide, mais aussi pour permettre la construction d'entrepôt ou de sous-sol sous la cabane. Les cabanes avec plancher de terre n'avaient pas besoin de fondations.
Les cabanes ont été construites en utilisant une variété d'encoches. Les entailles peuvent varier au sein des groupes ethniques aussi bien qu'entre eux. Les encoches variaient souvent sur un seul bâtiment, de sorte que leurs styles n'étaient pas concluants. Une méthode courante dans la vallée de la rivière Ohio dans le sud-ouest de l'Ohio et le sud-est de l'Indiana est la méthode Block House End, un exemple de cette méthode se trouve à la David Brown House.
Certains édifices plus anciens du Midwest des États-Unis et des Prairies canadiennes sont des structures en grumes recouvertes de planches ou d'autres matériaux. Les cabanes du XIXe siècle, utilisées comme habitations, étaient parfois plâtrées à l'intérieur. La cabane d'O'Farrell (vers 1865) à Boise, Idaho avait du papier peint apposé sur du journal. La cabane C.C.A Christenson à Ephraim, Utah (vers 1880) était plâtrée par-dessus des lattes de saule.
Les cabanes en rondins ont atteint leur sommet de complexité et d'élaboration avec les cabanes de style Adirondack du milieu du XIXe siècle. Ce style a été l'inspiration pour de nombreux lodges du United States Park Service construits à la fin du XIXe siècle et au début du XXe siècle. Le bâtiment de la cabane ne s'est jamais éteint ni tombé en défaveur. Il a été surpassé par les besoins d'une croissance urbaine aux États-Unis. Durant les années 1930 et la Grande Dépression, l'Administration Roosevelt a ordonné au Civilian Conservation Corps de construire des lodges en rondins dans tout l'Ouest pour être utilisés par le Service des forêts et le Service des parcs nationaux. Timberline Lodge sur le mont Hood en Oregon était une de ces structures en rondins, et il a été consacré par le président Franklin D. Roosevelt.
En 1930, la plus grande cabane en rondins du monde a été construite dans une station privée à Montebello, au Québec. Souvent décrite comme un «château en rondins», c'est maintenant l'hôtel Château Montebello.
La version moderne d'une cabane en rondins est la maison en rondins, qui est une maison construite habituellement à partir de troncs fraisés. Les rondins sont visibles à l'extérieur et parfois à l'intérieur de la maison. Ces cabanes sont fabriquées en masse, traditionnellement dans les pays scandinaves et de plus en plus en Europe de l'Est. Les bûches carrées sont prédécoupées pour faciliter le montage. Les maisons en rondins sont populaires dans les zones rurales, et même dans certains endroits de banlieue. Dans de nombreuses collectivités de villégiature de l'Ouest des États-Unis, les maisons de grumes et de pierres mesurant plus de 280 m2 ne sont pas rares. Ces maisons de rondins en «kit» sont l'un des plus grands consommateurs de grumes dans l'ouest des États-Unis.
Aux États-Unis, les maisons en rondins ont incarné une approche traditionnelle de la construction résidentielle; une qui a perduré tout au long de l'histoire américaine. Il est donc particulièrement intéressant de découvrir que, dans le monde d'aujourd'hui, les grumes représentent une technologie qui permet de construire une maison avec un haut degré de durabilité. En fait, les maisons en rondins sont souvent considérées comme étant à l'avant-garde de la construction durable.
Les crib barn étaient un type populaire de grange trouvé dans les régions du sud et du sud-est des États-Unis. Elles étaient particulièrement omniprésentes dans les Appalaches et les monts Ozarks dans les États de Caroline du Nord, Virginie, Kentucky, Tennessee et Arkansas.
En Europe, les cabanes en rondins modernes sont souvent construites dans les jardins et utilisées comme maisons d'été, bureaux à domicile ou comme une pièce supplémentaire dans le jardin. Les maisons d'été et les chalets sont souvent construits à partir de grumes en Europe du Nord.

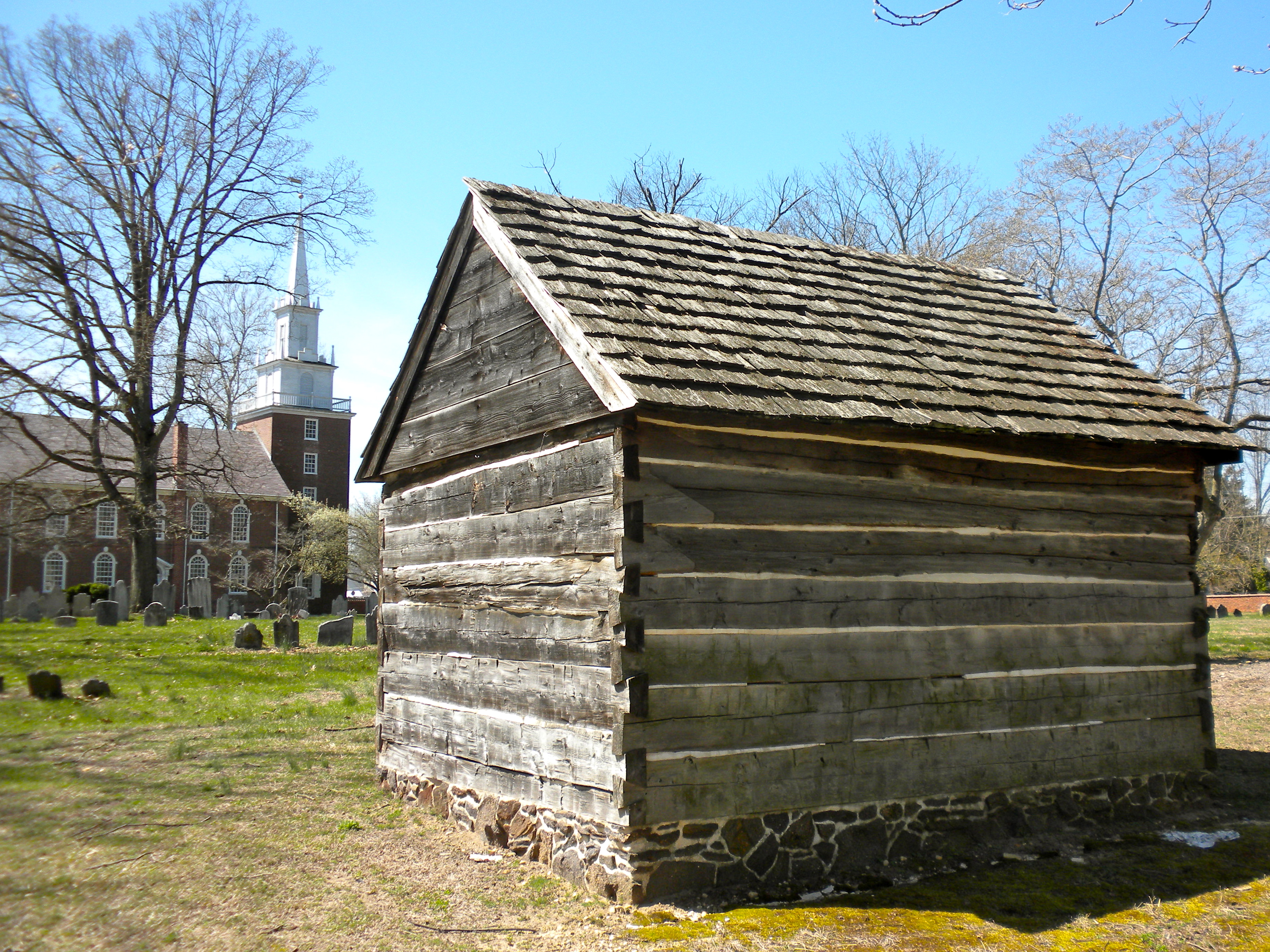
Cabane en rondins à New Sweden Park, Swedesboro, New Jersey
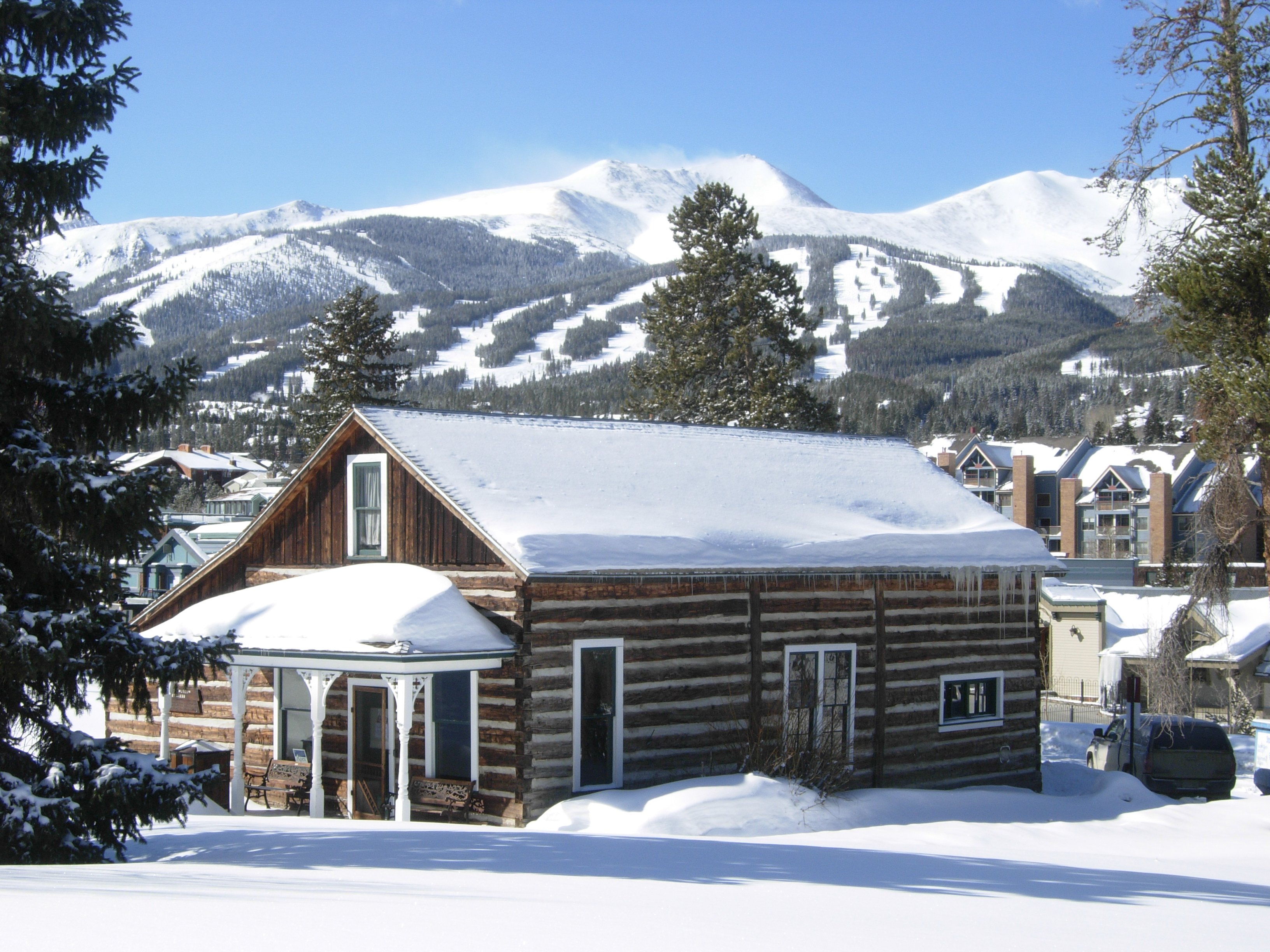
Musée naturaliste de la cabane en rondin d'Edwin Carter (vers 1875) à Breckenridge, Colorado
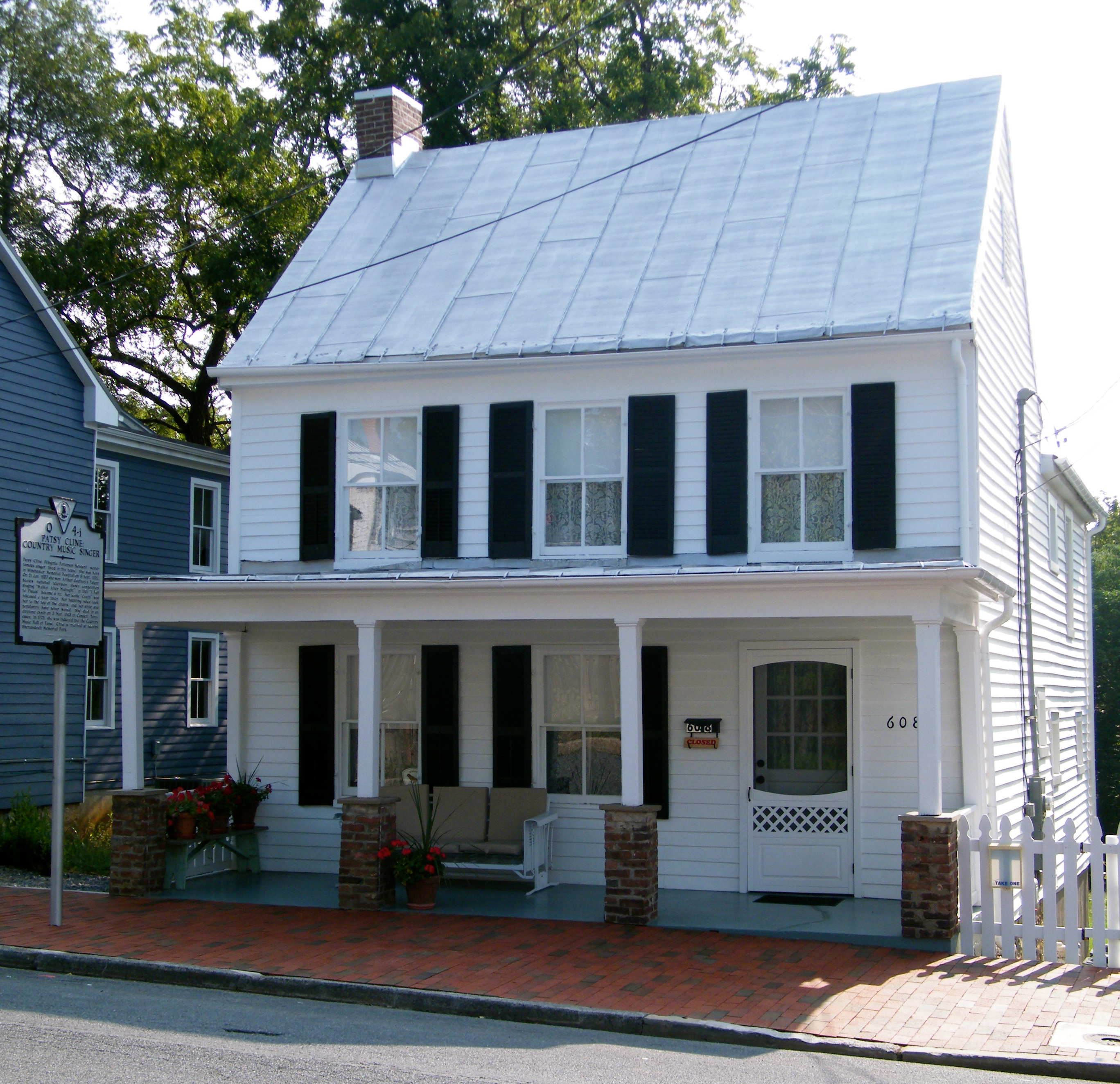
La Patsy Cline House à Winchester, Virginie est un exemple de maison en rondins avec les grumes couvertes d'un revêtement.
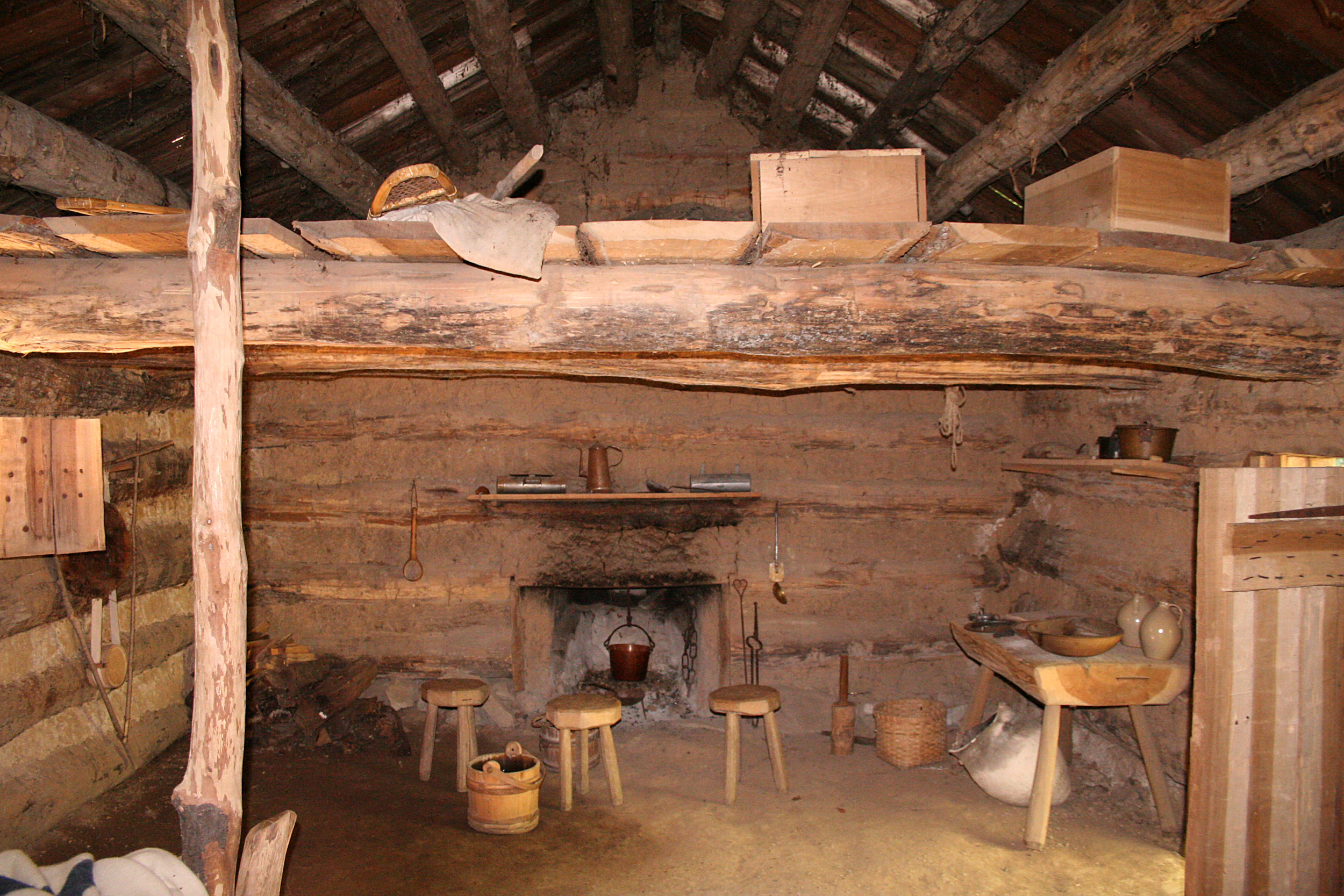
Intérieur d'une cabane en rondins reconstituée au Musée d'histoire vivante de Conner Prairie à Fishers, Indiana
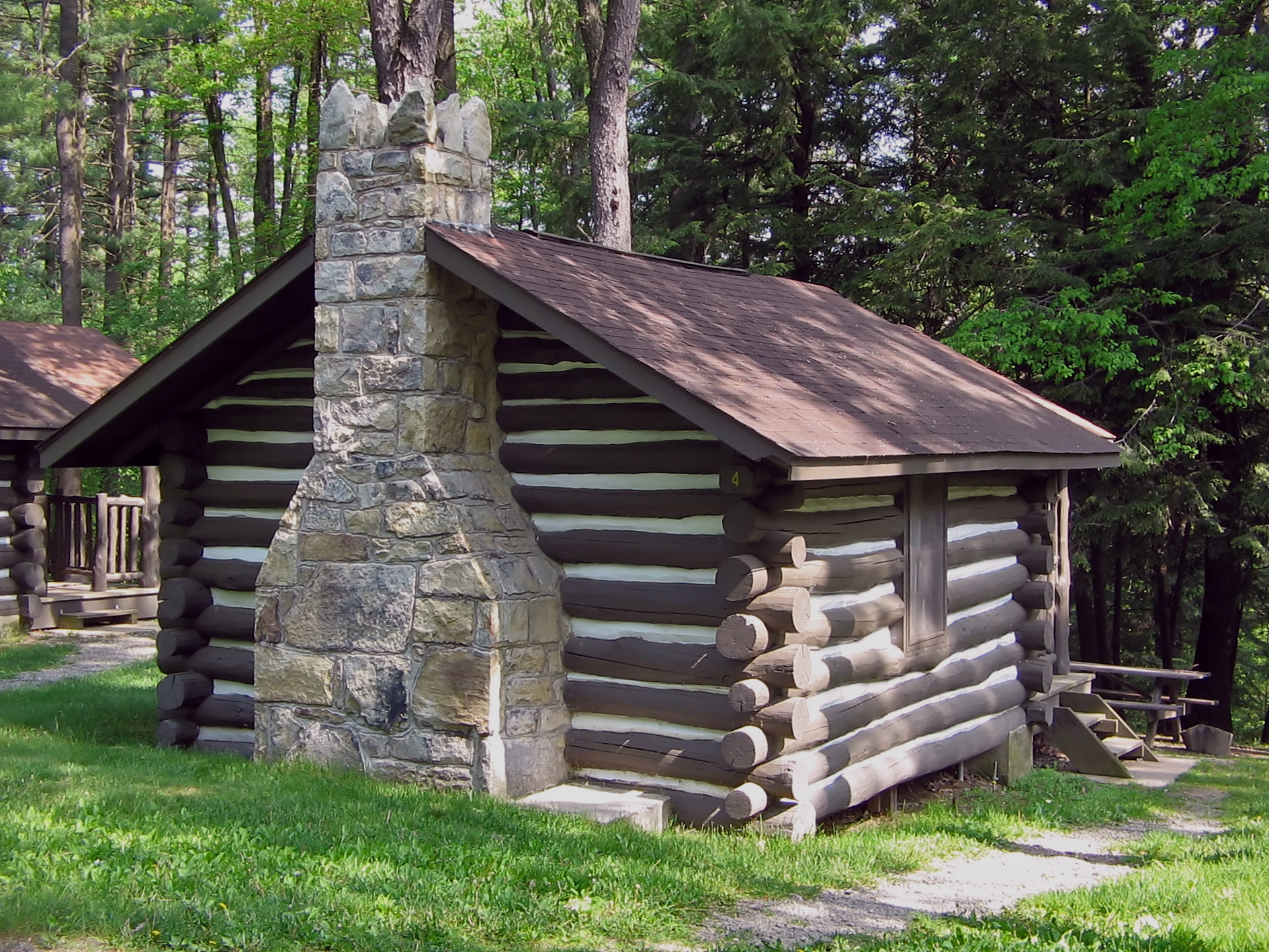
Une cabane en rondins construite par le Civilian Conservation Corps entre 1933 et 1937 dans le parc d'État de Black Moshannon, en Pennsylvanie
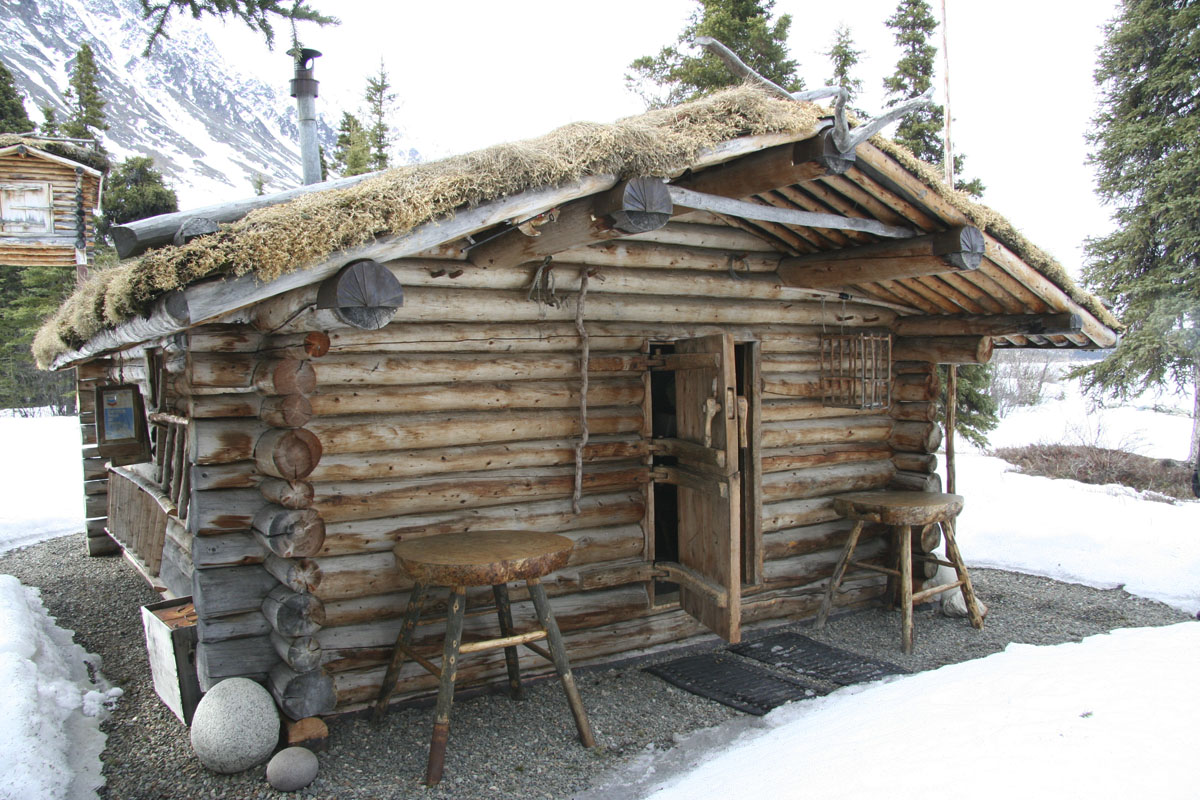
La cabane en rondins construite par Richard Proenneke dans le parc national de Lake Clark, en Alaska
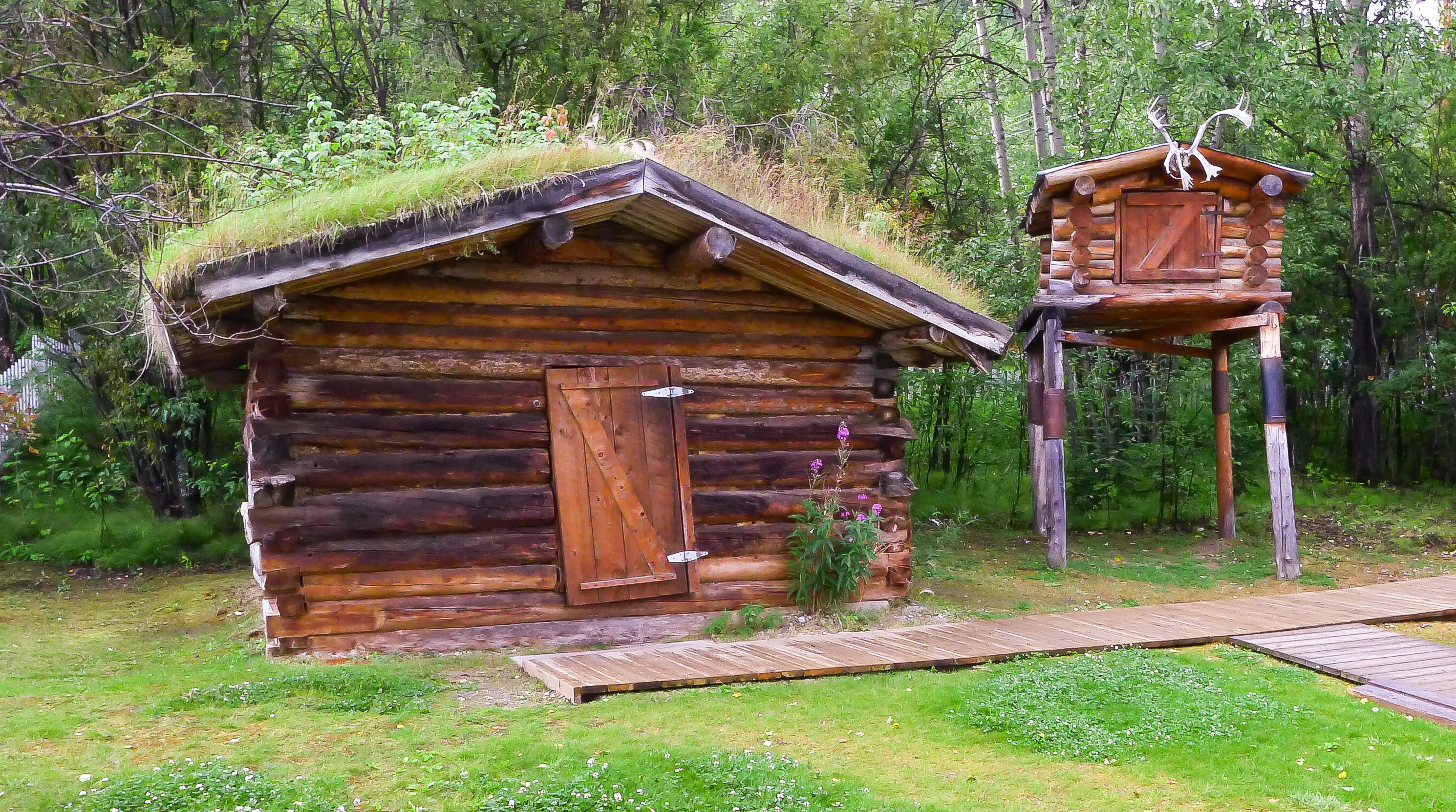
Reconstitution de la cabane de Jack London, à côté du Jack London Museum de Dawson City

## Toitures
Les cabanes en rondins ont été construites avec une structure de toit avec pannes ou une structure de toit à chevrons. Un toit à pannes est constitué de grumes horizontales qui sont entaillées dans les grumes du mur pignon. Ces dernières sont progressivement raccourcies pour former l'extrémité triangulaire caractéristique du pignon. La pente du toit a été déterminée par la réduction de la taille de chaque bardeau du mur pignon ainsi que par le nombre total de grumes constituant le mur pignon. Les cabanes à toit plat n'ont peut-être eu que 2 ou 3 grumes à pignon tandis que les toits à pente abrupte peuvent avoir eu autant de bûches à pignon que l'étage entier. Les problèmes liés à l'avant-toit en surplomb et à un porche ont également influencé l'agencement de la cabane.
La décision concernant le type de toit était souvent basée sur le matériau pour la toiture tel que l'écorce. Le bois de charpente usiné était généralement le choix le plus populaire pour les toits à chevron dans les zones où il était disponible. Ces toits sont typiques de nombreuses cabanes en rondins construites au XXe siècle, avec des chevrons 2 x 4 recouverts de bardeaux de pin et de cèdre. Les toits avec pannes situés dans les milieux ruraux et les endroits où le bois de charpente usiné n'était pas disponible, étaient souvent couverts de longs bardeaux taillés à la main.

## Symbolisme
La cabane en rondins a été un symbole d'origine modeste dans la politique américaine depuis le début du XIXe siècle. Sept présidents des États-Unis sont nés dans des cabanes en rondins, dont Abraham Lincoln, Andrew Jackson et James Buchanan. Bien que William Henry Harrison n'ait pas été l'un d'entre eux, lui et les Whigs lors de l'élection présidentielle de 1840 ont été les premiers à utiliser la cabane en rondins comme symbole pour montrer aux Américains qu'il était un homme du peuple. D'autres candidats suivirent l'exemple de Harrison, faisant de l'idée d'une cabane en rondins - et, plus généralement, d'une origine modeste - un thème récurrent dans les biographies de campagne.